# The Good Doctor
The Good Doctor foi uma série de televisão estadunidense, do gênero drama médico, baseada na altamente premiada série homônima sul-coreana de 2013. O ator Daniel Dae Kim, ao visitar o seu país de origem, assistiu alguns episódios e acabou comprando os direitos da série. Dae fez a proposta de um piloto para a CBS, enquanto trabalhava na emissora em 2015. Mas a emissora acabou rejeitando o projeto da série. Com a rejeição do projeto, Kim recomprou os direitos da série e a ofereceu para diversas emissoras e produtoras. Finalmente, a ABC aceitou a proposta e comprou os direitos. Durante a pré produção da série David Shore, criador do drama médico da Fox, House, foi contratado para desenvolver a série. O programa foi produzido pela Sony Pictures Television e pela ABC Studios, em associação com as produtoras Shore Z Productions, 3AD e Entermedia. David Shore serviu como o showrunner e Daniel Dae Kim foi o produtor executivo da série.
A série foi estrelada por Freddie Highmore como Shaun Murphy, um jovem médico recém-formado com autismo e Síndrome de Savant e faz parte da equipe de residentes do San Jose St. Bonaventure Hospital. Antonia Thomas, Nicholas González, Chuku Modu, Fiona Gubelmann, Will Yun Lee, Christina Chang, Beau Garrett, Hill Harper, Richard Schiff e Tamlyn Tomita também estrelam o programa. A série recebeu o compromisso de colocar um piloto na ABC depois que a proposta não avançou na CBS Television Studios em 2015; A primeira temporada de 'The Good Doctor foi encomendada e estreou em outubro de 2017. Em 3 de outubro de 2017, a ABC anunciou uma segunda temporada completa com 18 episódios. A maioria das cenas da série é filmada em Vancouver, no Canadá. The Good Doctor começou a ser transmitido pela ABC a partir de 25 de setembro de 2017. A série recebeu múltiplas críticas positivas, com elogios ao desempenho de Highmore e altos índices de audiência. Em março de 2018, a ABC renovou a série para uma segunda temporada, que estreou em 24 de setembro de 2018. Em 5 de fevereiro de 2019, a ABC renovou a série para uma terceira temporada. Em fevereiro de 2020, a ABC renovou a série para uma quarta temporada. Em 2024, a ABC anunciou que a sétima temporada seria sua última.

## Enredo
A série mostra Shaun Murphy, jovem cirurgião com síndrome de Savant e autismo, originário de uma pequena cidade onde teve uma infância problemática. Ele se desloca para se juntar ao prestigioso departamento de cirurgia do Hospital San Jose St. Bonaventure, onde ele usa seus talentos para salvar vidas e desafiar o ceticismo de seus colegas. Ele é auxiliado por seu mentor e bom amigo, Aaron Glassman.

## Elenco e personagens
| Ator                    | Personagem                    | Temporadas   | Temporadas   | Temporadas   | Temporadas   | Temporadas   | Temporadas   | Total de Aparições |
| ----------------------- | ----------------------------- | ------------ | ------------ | ------------ | ------------ | ------------ | ------------ | ------------------ |
| Ator                    | Personagem                    | 1            | 2            | 3            | 4            | 5            | 6            | Total de Aparições |
| Freddie Highmore        | Dr. Shaun Murphy              | Principal    | Principal    | Principal    | Principal    | Principal    | Principal    | 116 Eps.           |
| Richard Schiff          | Dr. Aaron Glassman            | Principal    | Principal    | Principal    | Principal    | Principal    | Principal    | 111 Eps.           |
| Hill Harper             | Dr. Marcus Andrews            | Principal    | Principal    | Principal    | Principal    | Principal    | Principal    | 103 Eps.           |
| Antonia Thomas          | Dra. Claire Browne            | Principal    | Principal    | Principal    | Principal    | Participação |              | 78 Eps.            |
| Nicholas Gonzalez       | Dr. Neil Melendez             | Principal    | Principal    | Principal    | Participação |              |              | 58 Eps.            |
| Tamlyn Tomita           | Allegra Aoki                  | Principal    | Principal    | Participação |              |              |              | 23 Eps.            |
| Chuku Modu              | Dr. Jared Kalu                | Principal    | Participação |              |              |              | Recorrente   | 26 Eps.            |
| Beau Garrett            | Jessica Preston               | Principal    |              |              | Participação |              |              | 17 Eps.            |
| Fiona Gubelmann         | Dra. Morgan Reznick           | Recorrente   | Principal    | Principal    | Principal    | Principal    | Principal    | 102 Eps.           |
| Will Yun Lee            | Dr. Alex Park                 | Recorrente   | Principal    | Principal    | Principal    | Principal    | Principal    | 102 Eps.           |
| Christina Chang         | Dra. Audrey Lim               | Recorrente   | Principal    | Principal    | Principal    | Principal    | Principal    | 101 Eps.           |
| Paige Spara             | Lea Dilallo                   | Recorrente   | Principal    | Principal    | Principal    | Principal    | Principal    | 94 Eps.            |
| Jasika Nicole           | Dra. Carly Lever              | Participação | Recorrente   | Principal    |              |              |              | 21 Eps.            |
| Bria Samoné Henderson   | Dra. Jordan Allen             |              |              |              | Principal    | Principal    | Principal    | 53 Eps.            |
| Noah Galvin             | Dr. Asher Wolke               |              |              |              | Recorrente   | Principal    | Principal    | 51 Eps.            |
| Personagens recorrentes |                               |              |              |              |              |              |              |                    |
| Graham Verchere         | Jovem Shaun Murphy            | Recorrente   | Participação | Participação |              | Participação |              | 8 Eps.             |
| Dylan Kingwell          | Steve Murphy                  | Recorrente   |              |              | Participação |              | Participação | 8 Eps.             |
| Chris D'Elia            | Kenny                         | Recorrente   |              |              |              |              |              | 4 Eps.             |
| Elfina Luk              | Enfermeira Dalisay Villanueva | Participação | Recorrente   | Recorrente   | Recorrente   | Recorrente   | Recorrente   | 46 Eps.            |
| Sheila Kelley           | Debbie Wexler                 | Participação | Recorrente   | Recorrente   | Participação |              |              | 14 Eps.            |
| Karin Konoval           | Enfermeira Deena Petringa     |              | Recorrente   | Recorrente   | Participação |              |              | 13 Eps.            |
| Lisa Edelstein          | Dra. Marina Blaize            |              | Recorrente   |              |              |              |              | 6 Eps.             |
| Daniel Dae Kim          | Dr. Jackson Han               |              | Recorrente   |              |              |              |              | 4 Eps.             |
| Brian Marc              | Dr. Enrique "Ricky" Guerin    |              |              |              | Recorrente   |              |              | 9 Eps.             |
| Summer Brown            | Dra. Olivia Jackson           |              |              |              | Recorrente   |              |              | 6 Eps.             |
| Giacomo Baessato        | Jerome Martel                 |              |              |              |              | Recorrente   | Recorrente   | 17 Eps.            |
| Rachel Bay Jones        | Salen Morrison                |              |              |              |              | Recorrente   |              | 10 Eps.            |
| Savannah Welch          | Danica Powell                 |              |              |              |              |              | Recorrente   | 8 Eps.             |

## Episódios
| Temporada | Temporada | Episódios | Episódios | Originalmente exibido   | Originalmente exibido | Audiência | Audiência                           |
| Temporada | Temporada | Episódios | Episódios | Estreia da temporada    | Final da temporada    | Rank      | Média de visualizações (em milhões) |
| --------- | --------- | --------- | --------- | ----------------------- | --------------------- | --------- | ----------------------------------- |
|           | 1         | 18        | 18        | 25 de setembro de 2017  | 26 de março de 2018   | 7         | 15.61                               |
|           | 2         | 18        | 18        | 24 de setembro de 2018  | 11 de março de 2019   | 12        | 12.20                               |
|           | 3         | 20        | 20        | 23 de setembro de 2019  | 30 de março de 2020   | 11        | 10.82                               |
|           | 4         | 20        | 20        | 2 de novembro de 2020   | 7 de junho de 2021    | 19        | 8.16                                |
|           | 5         | 18        | 18        | 27 de setembro de 2021  | 16 de maio de 2022    | 27        | 7.05                                |
|           | 6         | 22        | 22        | 3 de outubro de 2022    | 1 de maio de 2023     | 30        | 6.24                                |
|           | 7         | 10        | 10        | 20 de fevereiro de 2024 | 21 de maio de 2024    | ASA       | ASA                                 |

## Produção

### Desenvolvimento
Em abril de 2014, a CBS Television Studios começou a desenvolver um remake de um drama médico sul-coreano, chamado Good Doctor, com Daniel Dae Kim como produtor. Kim explicou o apelo de adaptar a série como "algo que pode caber em um mundo reconhecível, com uma amplitude de personagens que podem ser exploradas ao longo do tempo". A versão original era a história de um cirurgião pediátrico com síndrome de Asperger,lotado em um hospital de Boston . No entanto, a CBS rejeitou a série e ela foi apresentada para a  Sony Pictures Television, que gravou um episódio piloto para ir ao ar pela ABC em outubro de 2016. A série é desenvolvida por David Shore e Daniel Dae Kim, que são produtores executivos ao lado de Dong Hun Lee e David Kim,que foram os produtores da série original na Coreia. A ABC encomendou oficialmente que o piloto da série fosse gravado em janeiro de 2017.
Em 11 de maio de 2017, ABC encomendou a série,sendo uma co-produção da ABC Studios a Sony Pictures Television.

### Elenco
Em 17 de fevereiro de 2017, Antonia Thomas,foi escolhida como a Dr.ª Claire Browne, uma médica persistente e talentosa que forma uma conexão especial com Shaun. Uma semana depois, Freddie Highmore foi selecionado para o papel principal como o Dr. Shaun Murphy, um jovem cirurgião com autismo; e Nicholas Gonzalez foi designado como o Dr. Neil Melendez, o chefe dos residentes cirúrgicos no hospital. No mês seguinte, Chuku Modu foi eleito como residente Dr. Jared Unger; Hill Harper como o chefe de cirurgia Dr. Horace Andrews; Irene Keng como a residente Dr. Elle McLean; e Richard Schiff foi escalado como o Dr. Ira Glassman, presidente do Hospital San Jose St. Bonaventure e mentor de Shaun. Ele foi logo seguido por Beau Garrett como uma membro do Conselho do hospital, Jessica Preston e amiga do Dr. Glassman.

### Filmagens

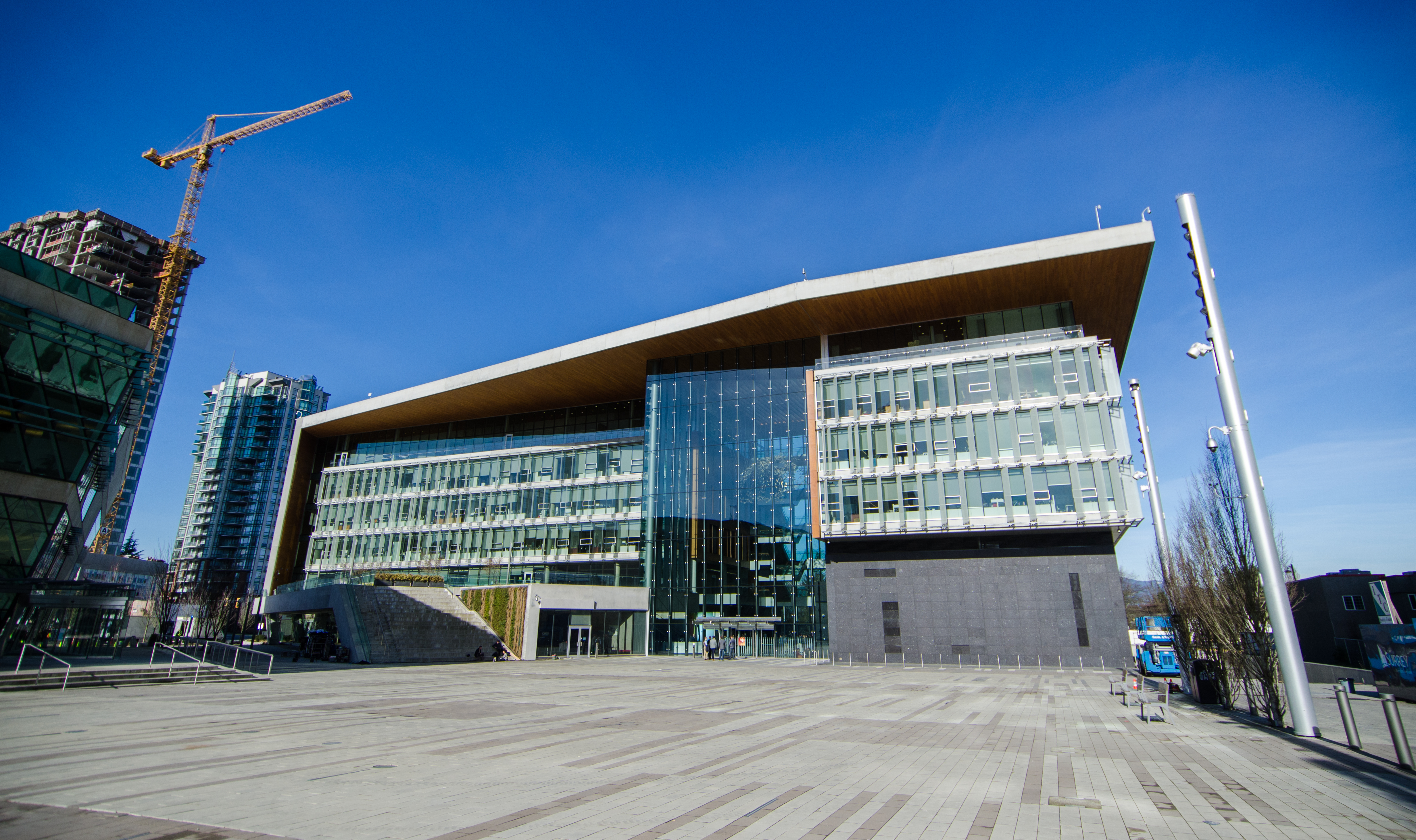
A prefeitura de Surrey, Colúmbia Britânica serve como o edifício fictício San Jose St. Bonaventure Hospital em filmagens exteriores.

A produção no piloto ocorreu de 21 de março a 6 de abril de 2017 em Vancouver, Columbia Britânica. As filmagens para o resto da temporada começaram em 26 de julho de 2017.

### Música
Dan Romer é o principal compositor da série.

## Lançamento

### Transmissão
The Good Doctor estreou pela ABC em 25 de setembro de 2017. A CTV adquiriu os direitos de transmissão para o Canadá. A Sky Living adquiriu os direitos de transmissão para o Reino Unido e Irlanda. Seven Network exibe a série na Austrália. Wowow, a maior rede de televisão privada via satélite e pay-per-view do Japão adquiriu os direitos de transmissão da série a partir de abril de 2018. Nos Países Baixos, a série começou a ser exibida em 29 de janeiro de 2018, na RTL 40 e no serviço de vídeo sob demanda Videoland. Na Itália, a série estreou no Rai 1 em 17 de julho de 2018.
Em Portugal e na Espanha a série estreou no canal a cabo AXN no dia 27 de outubro de 2017. No Brasil a série estreou com exclusividade na plataforma de streaming Globoplay em 22 de agosto de 2018. E, para promover a sua plataforma, a Rede Globo exibiu os dois primeiros episódios como um filme na noite de 27 de agosto de 2018, dentro da sessão Tela Quente. Em 17 de junho de 2019, foi exibido no canal pago GNT. Entre os dias 29 de agosto e 26 de dezembro de 2019, passou a ser exibido na Rede Globo nas noites de quinta-feira substituindo o programa Lady Night e sendo substituído pelo Festival Ano Novo. Sua segunda temporada foi exibida de 25 de junho a 8 de outubro de 2020, substituindo novamente o Lady Night e sendo substituída pela primeira temporada do Que História É Essa Porchat?. A terceira temporada foi exibida de 15 de abril a 22 de julho de 2021, substituindo a primeira temporada de Arcanjo Renegado e sendo substituída pelas transmissões dos Jogos Olímpicos de Tóquio. A quarta temporada foi exibida de 9 de junho a 22 de setembro de 2022, substituindo mais uma vez o Lady Night e sendo substituída por Verdades Secretas II. A quinta temporada foi exibida de 13 de julho a 23 de novembro de 2023, substituindo a primeira temporada da terceira fase do Linha Direta e sendo substituída pela segunda temporada de This Is Us. A sexta temporada foi exibida de 18 de julho a 26 de dezembro de 2024, substituindo a segunda temporada da terceira fase do Linha Direta e sendo substituída pelo Cinema 2025.

### Marketing
Um trailer completo foi lançado para a apresentação da ABC's May 2017 Upfront, que Ethan Anderton, do filme, descreveu o conceito como se sentindo como se "House conhecesse Rain Man, que só pode ser suficiente para torná-lo interessante". No entanto, ele questionou "por quanto tempo as audiências podem ser fascinadas tanto pelo brilho das habilidades do sábio do personagem [Highmore] quanto pelas dificuldades que vêm de seu autismo no local de trabalho." Daniel Fienberg, do The Hollywood Reporter, sentiu que o trailer era "um tanto progressivo e realmente datado". Ele acrescentou: "Acertaram na mosca  — especialmente Hill Harper como detrator do personagem principal e Richard Schiff como seu nobre defensor", ao mesmo tempo que comentava que "acertaram na mosca/a premissa é como você tem que assistir um programa, e talvez seja espaçado por mais de 43 minutos, se não for cancelado." Ben Travers e Steve Greene para o IndieWire o chamaram de "um sério trailer para um assunto sério. O primeiro vislumbre do personagem de Highmore sugere que eles estão tocando a linha entre apresentar uma descrição pensativa de sua condição e usar suas habilidades perceptivas como uma espécie de arma secreta." O trailer foi visto mais de 25,4 milhões de vezes após uma semana de lançamento, incluindo mais de 22 milhões de visualizações no Facebook.
O piloto foi exibido no evento PaleyFest da ABC em 9 de setembro de 2017.

## Recepção

### Audiência
A estreia da série obteve uma classificação de 2,2/9 na população demográfica de 18 a 49 anos, com 11,22 milhões de telespectadores totais, tornando-se o drama mais assinalado de segunda-feira da ABC em 21 anos, desde Dangerous Minds em setembro de 1996 e a mais alta classificaçâo de um drama de segunda-feira na demografia 18–49 em 8,5 anos, desde Castle em março de 2009. O piloto foi assistido por um total de 19,2 milhões de telespectadores e estabeleceu um recorde para os telespectadores em DVR com 7,9 milhões, superando o recorde de 7,67 milhões definido pelo piloto de Designated Survivor em 2016. De acordo com a edição de 13 a 26 de novembro da TV Guide, o episódio de 9 de outubro atraiu 18,2 milhões de espectadores, superando tanto o NCIS quanto The Big Bang Theory para o programa de horário nobre mais visto naquela semana.

### Exibição no Brasil
No Brasil, a série está disponível no serviço de streaming Globoplay. Já foi exibida em TV aberta pela Rede Globo em formato de telefilme, um resumo dos primeiros episódios da série, marcando uma das maiores audiências da década da Tela Quente com média próxima dos 30 pontos. A série estreou também no canal pago GNT em 17 de junho de 2019 às 23 horas. Retornou a grade da emissora em 29 de agosto de 2019, agora na forma original sendo exibida nas noites de quinta-feira substituindo as reprises do Lady Night.

### Classificações
| Temporada | Horário (ET)      | Episódios | Primeira exibição      | Primeira exibição   | Última exibição     | Última exibição     | Rank | Méd. audiência (milhões) | Adultos de 18–49 anos (média) |     |
| Temporada | Horário (ET)      | Episódios | Data                   | Audiência (milhões) | Data                | Audiência (milhões) | Rank | Méd. audiência (milhões) | Adultos de 18–49 anos (média) |     |
| --------- | ----------------- | --------- | ---------------------- | ------------------- | ------------------- | ------------------- | ---- | ------------------------ | ----------------------------- | --- |
| 1         | Segunda-feira 22h | 18        | 25 de setembro de 2017 | 11.22               | 26 de março de 2018 | 9.52                | 7    | 15.61                    | 9                             | 3.4 |
| 2         | Segunda-feira 22h | 18        | 24 de setembro de 2018 | 7.35                | 11 de março de 2019 | 7.78                | 12   | 12.20                    | 12                            | 2.4 |
| 3         | Segunda-feira 22h | 20        | 23 de setembro de 2019 | 6.26                | 30 de março de 2020 | 7.71                | 11   | 10.82                    | 13                            | 1.8 |
| 4         | Segunda-feira 22h | 20        | 2 de novembro de 2020  | 4.87                | 7 de junho de 2021  | 3.99                | 19   | 8.16                     | 22                            | 1.2 |
| 5         | Segunda-feira 22h | ASA       | 27 de setembro de 2021 | 3.99                | ASA                 | ASD                 | ASD  | ASD                      | ASD                           | ASD |

### Recepção da crítica
O site Rotten Tomatoes informou uma classificação de aprovação de 60% com uma classificação média de 5,62 / 10 com base em 40 críticas. O Metacritic, que usa uma média ponderada, atribuiu uma pontuação de 53 em cada 100 com base em 15 críticas, indicando "revisões mistas ou médias".
Dando a sua primeira impressão do piloto da série para o TVLine, Matt Webb Mitovich afirmou: "The Good Doctor possui um excelente DNA... [e] tem o potencial de ser um drama médico refrescantemente inspirador, baseado nos botões empurrados no piloto sozinhos." Ele apreciou a "dinâmica calorosa" de Schiff e Highmore, ao descrever o personagem de Thomas como "nosso emocional" no "mundo distinto e distante de Shaun". Ele observou que "demora um pouco para aumentar o impulso", mas concluiu que "a cena final acaba por ser um golpe, como o Dr. Murphy colocou involuntariamente um colega em aviso prévio".
O crítico de televisão do New York Times, James Poniewozik, observa em sua coluna crítica, que, em sua maior parte, o drama é um "melodrama hospitalar com ciência médica renomada", um toque de romance intrapessoal e sentimentalismo sem vergonha." Discutir os principais personagens do Dr. Aaron Glassman (Richard Schiff) e do Dr. Shaun Murphy (Freddie Highmore), no entanto, Poniewozik escreve que "o Sr. Schiff é convincente no papel e o Sr. Highmore é impressionante no dele."
Falando sobre a nomeação do Globo de Ouro de Freddie Highmore na segunda-feira, 11 de dezembro de 2017, por seu papel em The Good Doctor, Laura Bradley, escrevendo para o Vanity Fair, diz: "... Freddie Highmore recebeu o reconhecimento de prêmios que o ignorou há muito e injustamente. ..." Bradley sente que o desempenho de Highmore foi "a chave central "para o enorme sucesso do programa e, embora a série tenha revisões mornas, a maioria dos críticos elogiou o trabalho de Highmore.

## Prêmios e indicações
| Ano  | Prêmio                           | Categoria                                | Nomeado          | Resultado | Ref.          |
| ---- | -------------------------------- | ---------------------------------------- | ---------------- | --------- | ------------- |
| 2018 | Prêmios Globo de Ouro            | Melhor Ator em Série Dramática           | Freddie Highmore | Indicado  | [ 73 ] [ 74 ] |
| 2018 | Humanitas Prize                  | Categoria 60 Minutos                     | David Shore      | Venceu    | [ 75 ]        |
| 2018 | ASCAP Screen Music Awards        | Melhor série de televisão                | Dan Romer        | Venceu    | [ 76 ]        |
| 2018 | Banff Rockie Awards              | Série de melodrama com roteiro           | The Good Doctor  | Venceu    | [ 77 ]        |
| 2018 | Banff Rockie Awards              | Prêmio de Impacto The Hollywood Reporter | The Good Doctor  | Venceu    | [ 77 ]        |
| 2018 | Teen Choice Awards               | Melhor Ator numa Série de Drama          | Freddie Highmore | Indicado  | [ 78 ]        |
| 2018 | Gold Derby Awards                | Melhor Ator Dramático                    | Freddie Highmore | Indicado  | [ 79 ]        |
| 2018 | Seoul International Drama Awards | Melhor Série de Drama                    | The Good Doctor  | Indicado  | [ 80 ]        |
| 2018 | Seoul International Drama Awards | Melhor Ator                              | Freddie Highmore | Indicado  | [ 80 ]        |
| 2018 | Seoul International Drama Awards | Melhor Roteiro                           | David Shore      | Indicado  | [ 80 ]        |